# Filip Śmiłowski
Filip Śmiłowski, ps. „Jaśko” (ur. 12 grudnia 1893 w Łodzi, zm. po 3 kwietnia 1920) – kapitan piechoty Wojska Polskiego, kawaler Orderu Virtuti Militari, wyznania mojżeszowego.

## Życiorys
Urodził się 12 grudnia 1893 w Łodzi, w kupieckiej żydowskiej rodzinie Józefa i Flory z domu Sunderland. W 1905 uczestniczył w strajku szkolnym. Egzamin dojrzałości zdał w Szkole Handlowej Zgromadzenia Kupców m. Łodzi. Następnie studiował w Antwerpii, a później architekturę na Politechnice Lwowskiej. W 1912 został członkiem Związku Strzeleckiego we Lwowie, ukończył także szkołę podchorążych ZS.
7 sierpniu 1914 wstąpił w szeregi Legionów Polskich. Początkowo dowodził plutonem w 3. kompanii IV batalionu 1 pułku piechoty. Po 18 grudnia 1914 służył w 4. kompanii I batalionu 5 pułku piechoty, od 28 lipca 1915 w VI batalionie 7 pułku piechoty, a od 30 września tego roku w 2. kompanii III batalionu 1 pp. 2 października 1915 w potyczce pod Sobieszczycami wziął do niewoli czterdziestu jeńców. 7 listopada 1915, podczas bitwy pod Bielgowem na Wołyniu, prowadząc swój oddział, nagłym atakiem na pozycje przeciwnika zdobył odcinek jego linii obronnej. 27 marca 1922 pułkownik Tadeusz Piskor we wniosku na odznaczenie Orderem Virtuti Militari napisał:

Doświadczony, wzorowy, i nigdy nie zmęczony podoficer, brał udział we wszystkich walkach 1 pp Leg., dowodząc czasami w zastępstwie kompanią. Należał do niezawodzących nigdy żołnierzy tak w ataku jak i obronie. Każda bitwa była chlubną kartą w jego pracy bojowej.

1 stycznia 1917 został mianowany chorążym w piechocie. Po kryzysie przysięgowym (lipiec 1917) został zwolniony z Legionów i internowany w Beniaminowie. Po zwolnieniu z obozu wyjechał do Łodzi i wstąpił do Polskiej Organizacji Wojskowej.
17 grudnia 1918 został przyjęty do Wojska Polskiego z zatwierdzeniem awansu na porucznika, ogłoszonego w rozkazie generała majora Śmigłego. W 1919 pełnił służbę w komendzie Placu w Hrubieszowie. Pod koniec tego roku został przeniesiony do 15 pułku piechoty. W czasie wojny z bolszewikami dowodził 10. kompanią III batalionu. Wyróżnił się w boju pod Stodoliczami (16–17 lutego 1920). 14 października 1920 został zatwierdzony z dniem 1 kwietnia 1920 w stopniu kapitana, w piechocie, w grupie oficerów byłych Legionów Polskich.
8 stycznia 1924 został zatwierdzony w stopniu kapitana ze starszeństwem z 1 czerwca 1919 i 514. lokatą w korpusie oficerów rezerwy piechoty. W „Rocznikach Oficerskich 1923 i 1924” figurował jako oficer rezerwy 15 pp, natomiast w „Roczniku Oficerskim Rezerw 1934” został umieszczony na „liście oficerów zaginionych na terenie działań wojennych”.
Prawdopodobnie zaginął 4 kwietnia 1920 pod Mozyrzem, aczkolwiek nie został ujęty na oficjalnej „Liście strat Wojska Polskiego”. Według jednej z wersji został ciężko ranny w obie nogi w walce pod Mozyrzem. Żołnierze kompanii starali się go ratować, jednak w wyniku ostrzału jeden poległ, a kolejny został ranny. Widząc to Śmiłowski rozkazał, by go pozostawić na polu bitwy, a nie chcąc trafić do niewoli, odebrał sobie życie wystrzałem z rewolweru. Był kawalerem.

## Ordery i odznaczenia
- Krzyż Srebrny Orderu Virtuti Militari nr 7136 – pośmiertnie 17 maja 1922[27][28][29][30][31][11]
- Krzyż Niepodległości – pośmiertnie 16 marca 1933 „za pracę w dziele odzyskania niepodległości”[32][1]
- Krzyż Walecznych[7]
- Odznaka „Za wierną służbę”[33]
- Srebrny Medal Waleczności[3][7]

Nadany mu przez Prezydenta RP Krzyż Niepodległości wysłano 29 września 1933 wraz z dyplomem na adres siostry: Sława Langrodowa, Kraków, ul. Basztowa 3. Gustawa (1886–1968) była żoną Witolda Łucjana Langroda. Została pochowana na Cmentarzu Rakowickim.